# StartUp (serie televisiva 2016)
StartUp è una serie televisiva statunitense pubblicata dal 6 settembre 2016 al 1º novembre 2018, sul servizio a richiesta (on demand) Crackle.
Il 13 gennaio 2017, Crackle ha rinnovato la serie per una seconda stagione, in onda dal 28 settembre 2017; Crackle ha rinnovato la serie per una terza stagione in data 15 Novembre 2017.
In Italia, la serie viene pubblicata sul servizio a richiesta Prime Video dal 7 luglio 2017 e su Netflix dal 2021 .

## Trama
Il banchiere Andy Talman ha effettuato delle grosse operazioni di furto e truffa di fonti dubbie coinvolgendo suo figlio Nick Talman; il corrotto agente dell'FBI Phil Rask vuole ricattare Andy per dividere i proventi del loro ultimo affare da 2 milioni di dollari.
Nick, insieme con Ronald Dacey, un piccolo malvivente di Little Haiti che vuole uscire dalla sua condizione di povertà, ha investito il denaro sporco, in parte del padre e in parte di Ronald, in un rivoluzionario programma informatico, una criptovaluta chiamata Gencoin, indipendente da istituzioni e multinazionali e creata dalla geniale informatica Izzy Morales.
Nick, Ronald e Izzy sognano di poter dare una possibilità a tutte le persone che hanno necessità di credito a interessi bassissimi e aiutarli a cambiare la loro vita; la nascita della neoimpresa si rivela particolarmente difficile tra peripezie, interessi criminali, investitori senza scrupoli e corruzione.

## Personaggi e interpreti
- Phil Rask, interpretato da Martin Freeman
- Nick Talman, interpretato da Adam Brody
- Ronald Dacey, interpretato da Edi Gathegi
- Izzy Morales, interpretata da Otmara Marrero
- Maddie Pierce, interpretata da Jocelin Donahue
- Taylor, interpretata da Ashley Hinshaw
- Andy Talman, interpretato da Carl Weintraub
- Wes Chandler, interpretato da Ron Perlman
- Mara Chandler, interpretata da Addison Timlin

## Episodi
| Stagione         | Episodi | Pubblicazione USA | Prima TV Italia |
| ---------------- | ------- | ----------------- | --------------- |
| Prima stagione   | 10      | 2016              | 2017            |
| Seconda stagione | 10      | 2017              | 2018            |
| Terza stagione   | 10      | 2018              | 2019            |